# Зарагижская ГЭС
Зараги́жская гидроэлектроста́нция — ГЭС на реке Черек, у села Зарагиж Черекского района в Кабардино-Балкарии. Входит в Нижне-Черекский каскад ГЭС, являясь его третьей ступенью. Запущена в эксплуатацию 29 декабря 2016 года.

## Конструкция станции
Конструктивно Зарагижская ГЭС представляет собой типичную деривационную электростанцию с безнапорной подводящей деривацией в виде канала. Особенностью станции является отсутствие плотины. Отводящий канал Аушигерской ГЭС напрямую переходит в деривационный канал Зарагижской ГЭС, длина которого — 3,3 км. Канал состоит из двух частей — собственно канала длиной 1,7 км, и железобетонного канала-лотка длиной 1,6 км. Канал заканчивается напорным бассейном емкостью 600 тыс. м³, в котором происходит накопление воды перед подачей на турбины. Бассейн оборудован водосбросом. Из бассейна по металлическому водоводу вода поступает в здание ГЭС, где отработав на трех гидроагрегатах, возвращается в Черек по отводящему каналу длиной 1,3 км.
Установленная мощность ГЭС — 30,6 МВт, среднегодовая выработка электроэнергии — 114 млн кВт.ч. Состав сооружений:
- деривационный канал длиной 1,7 км;
- железобетонный канал-лоток длиной 1,6 км;
- напорный бассейн ёмкостью 600 тыс. м³;
- холостой водосброс;
- водоприёмник;
- три металлических турбинных водовода;
- здание ГЭС;
- отводящий канал;
- ОРУ 110 кВ.

В здании ГЭС установлены три вертикальных гидроагрегата мощностью по 10,2 МВт с радиально-осевыми турбинами HL-LJ-175, работающими на расчётном напоре 44 м. Турбины приводят в действие гидрогенераторы SF10.28-18/4560. Турбины и генераторы произведены в КНР, фирмой Zhefu Holding Group Co. Ltd. Станция управляется с пульта Кашхатау ГЭС.

## История

### Проектирование
Изначально Зарагижская ГЭС была спроектирована как малая гидроэлектростанция МНТО ИНСЭТ под следующие параметры: мощность ГЭС — 15,6 МВт, среднегодовая выработка — 64,5 млн кВт·ч. Состав сооружений:
- водозаборное сооружение, состоящее из автоматического водосброса и четырехпролетного шлюза-регулятора;
- безнапорный деривационный канал длиной 0,6 км;
- напорный деривационный трубопровод диаметром 4,4 м и длиной 2,02 км;
- здание ГЭС;
- отводящий канал.

В здании ГЭС должны были быть размещены 6 пропеллерных гидроагрегатов мощностью по 2,5 МВт, работающих при расчетном напоре 30 м на расчетном расходе 10 м³/сек (каждый). В качестве оператора проекта выступал фонд «Новая энергия», контролируемый ОАО «РусГидро», суммарный объем инвестиций в проект оценивался в 921 млн рублей. Строительство ГЭС было включено в ФЦП «Юг России». В январе 2008 года для реализации проекта ГЭС создано ОАО «Малые ГЭС КБР». Пуск ГЭС был намечен на декабрь 2009 года, но фактически строительство станции по данному проекту начато не было. В 2010—2011 годах ГЭС была перепроектирована институтом «Гидропроект» на большую мощность (изначально 28,8 МВт, уже в процессе строительства мощность была увеличена до 30,6 МВт) и с другим составом сооружений.

### Строительство
Возведение станции было начато осенью 2011 года. К марту 2013 года готовность станции составляла около 30 %, работы по сооружению деривации были близки к завершению. В сентябре 2014 года был уложен первый бетон в основание здания ГЭС. В 2015 году был начат монтаж турбин, генераторов, каркаса здания ГЭС. Торжественный пуск станции состоялся 29 декабря 2016 года.

Сооружения и оборудование Зарагижской ГЭС
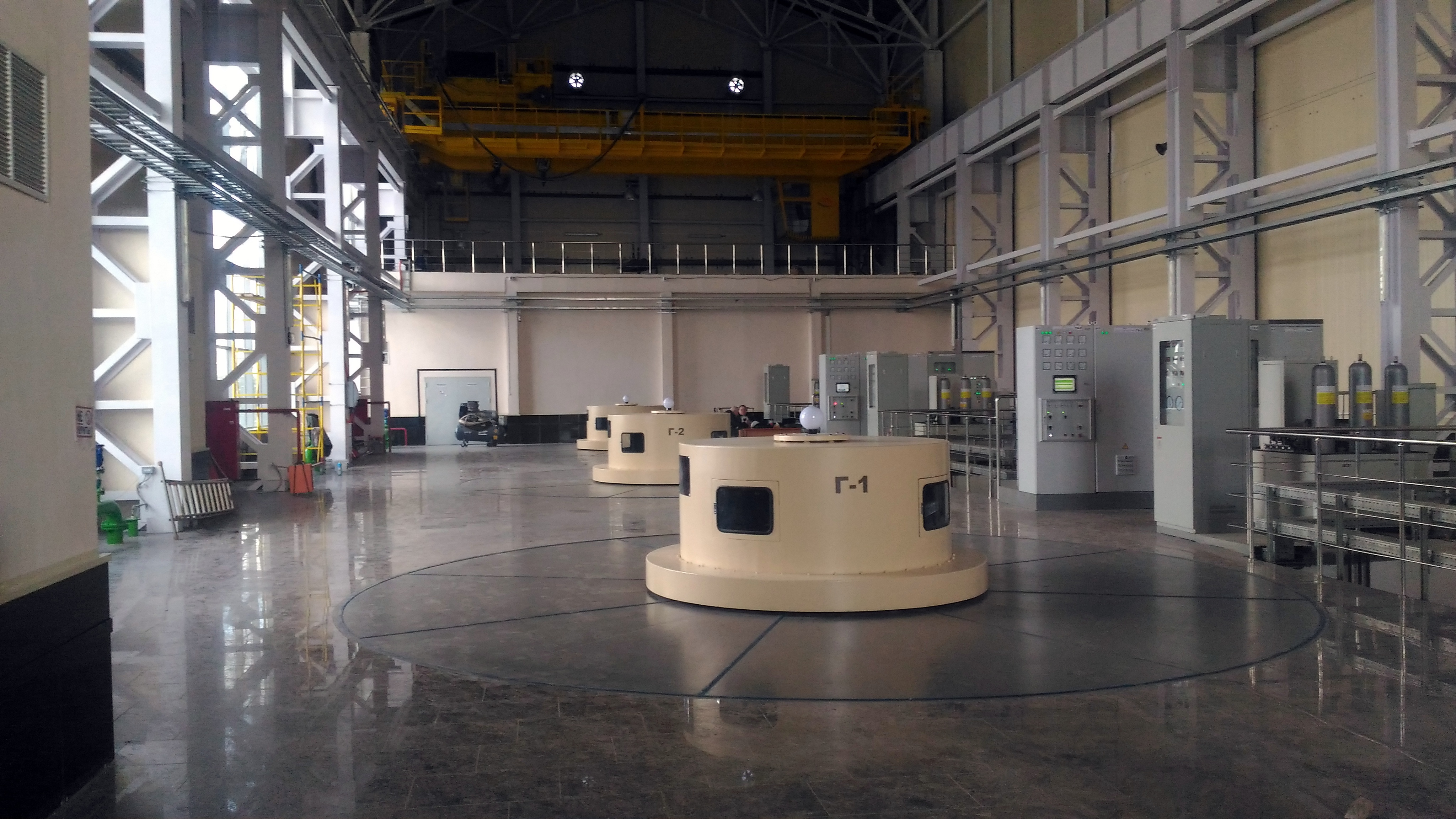
Машинный зал
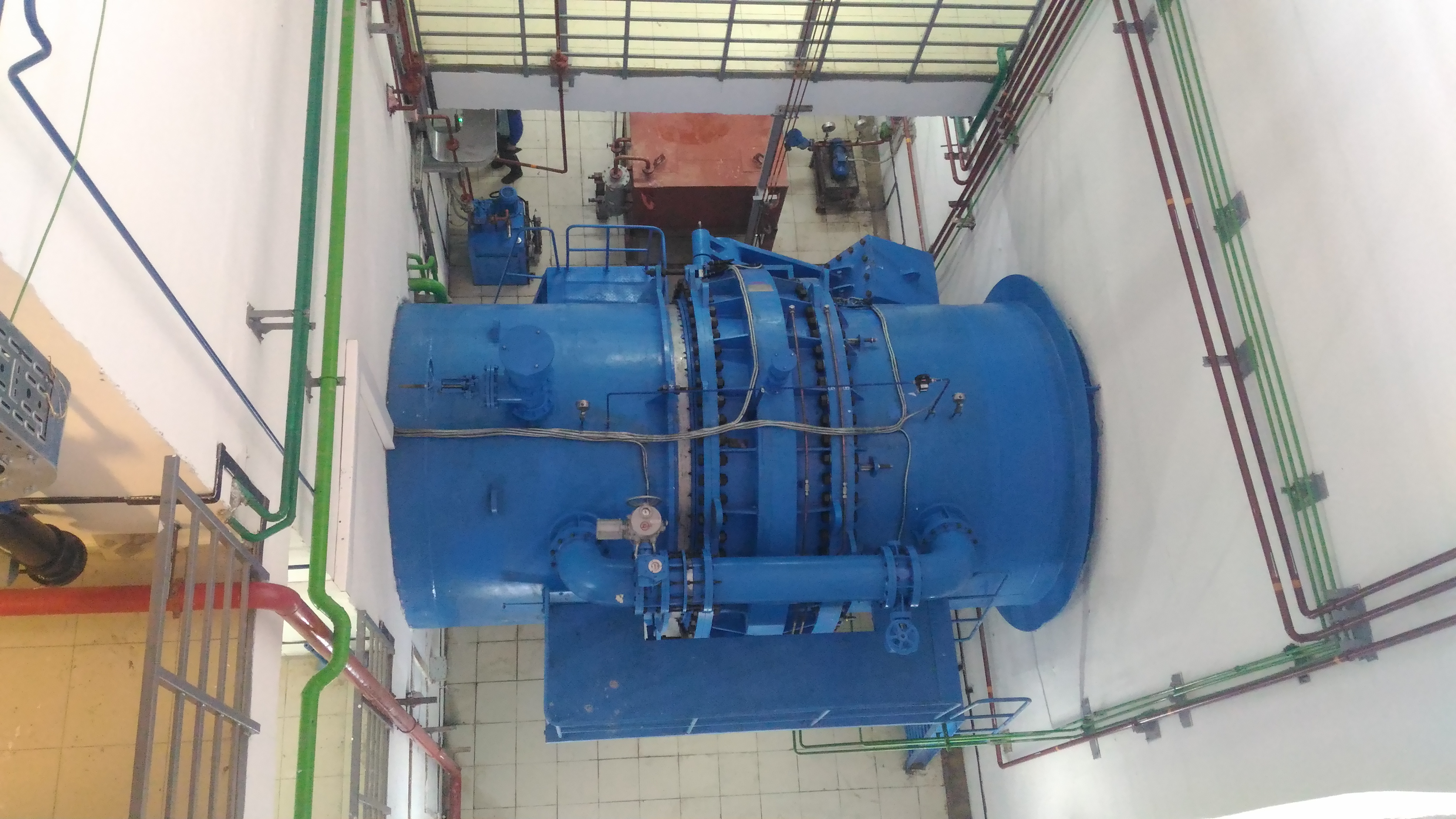
Дисковый затвор
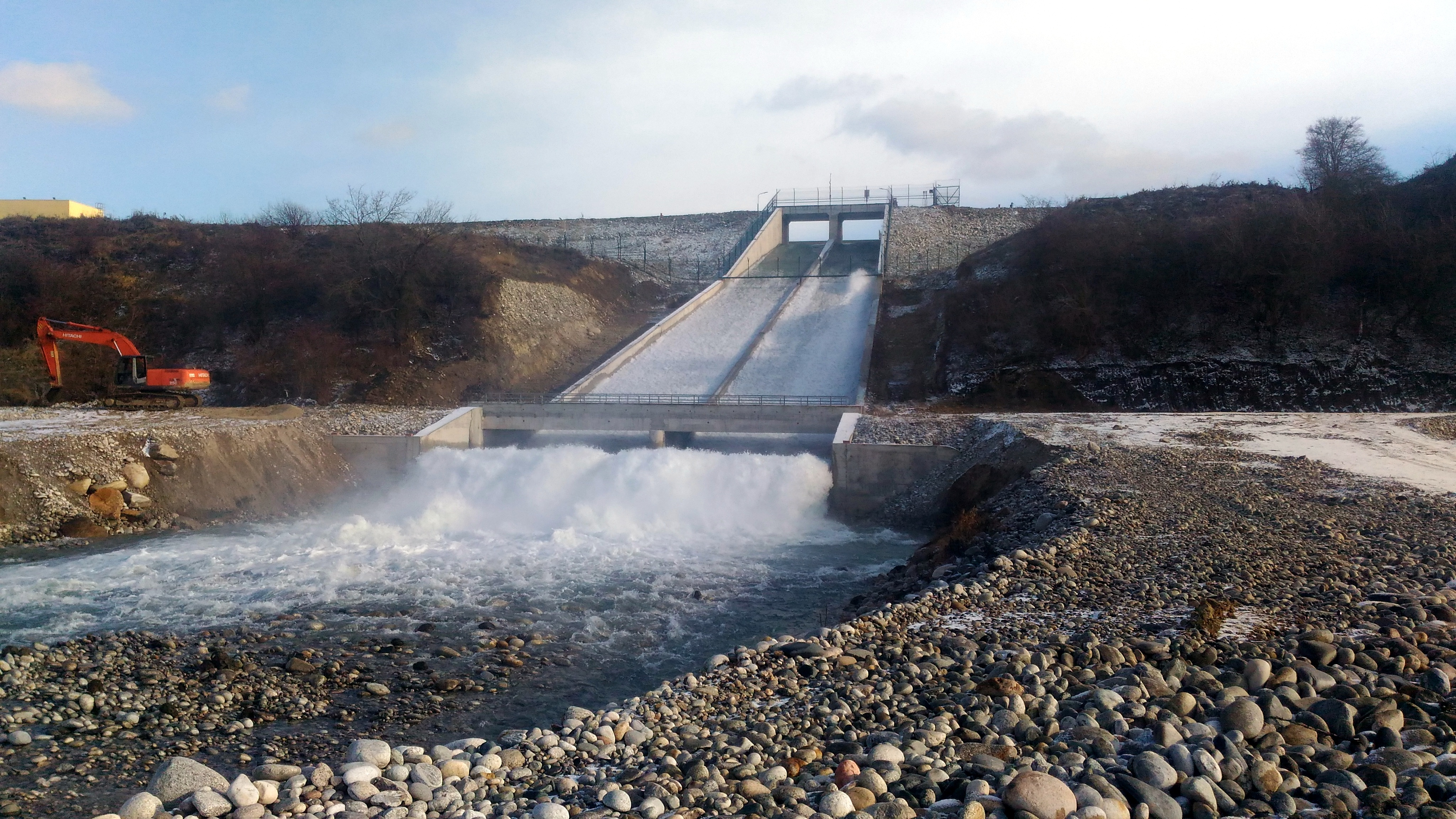
Водосброс напорного бассейна